# Rieppeleon brevicaudatus
Espèce
Synonymes
- Chamaeleon brevicaudatus Matschie, 1892
- Rhampholeon brevicaudatus (Matschie, 1892)
- Rhampholeo boettgeri Pfeffer, 1893

Statut de conservation UICN

 LC  : Préoccupation mineure
Rieppeleon brevicaudatus est une espèce de sauriens de la famille des Chamaeleonidae.

## Répartition

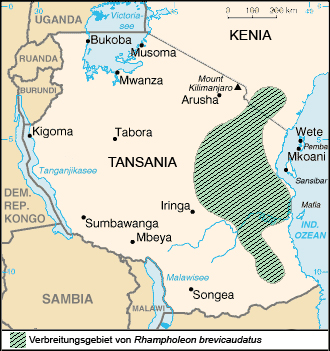
Distribution

Cette espèce se rencontre dans l'est de la Tanzanie et au Kenya.

## Description

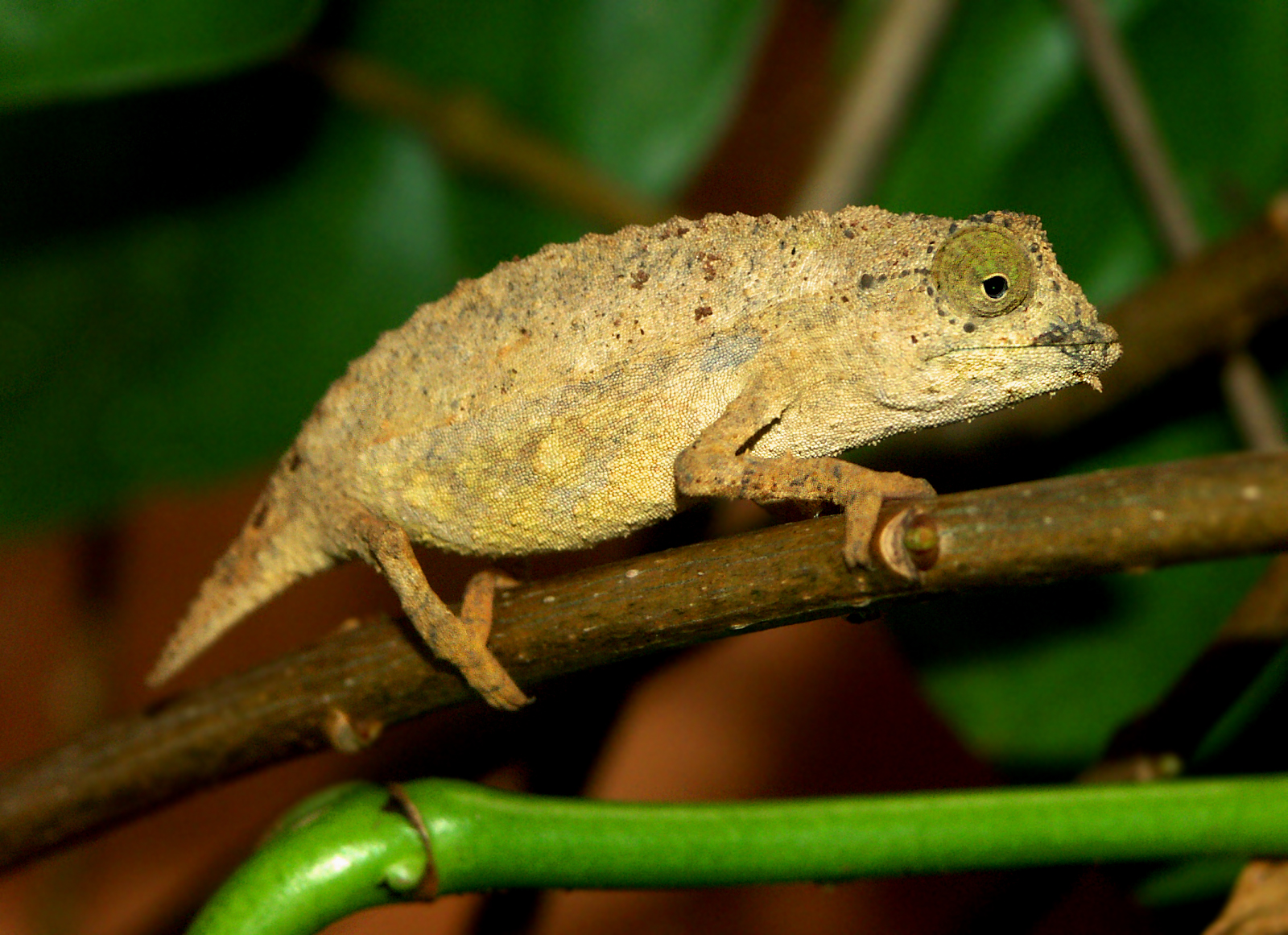
Rieppeleon brevicaudatus

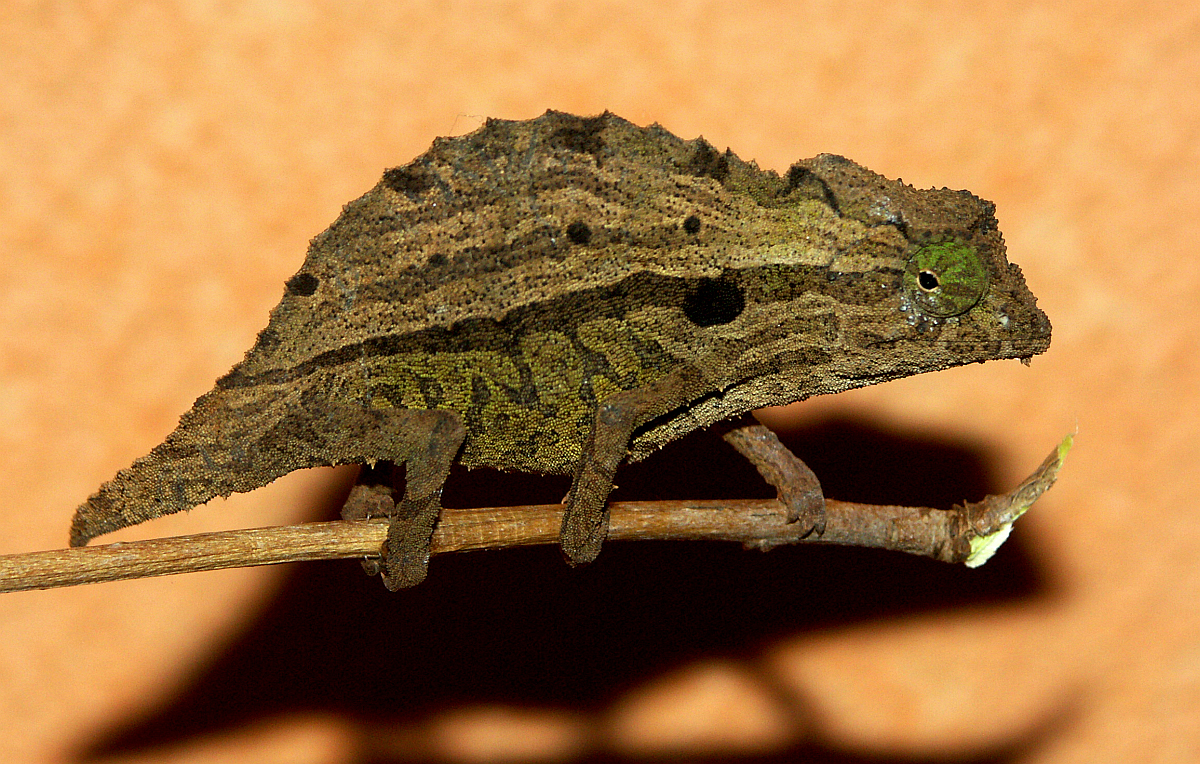
Rieppeleon brevicaudatus

Ce reptile atteint moins de 10 centimètres, et présente une sorte de « barbe » caractéristique sous la mâchoire. Il est plutôt terme de couleur (surtout par rapport aux autres espèces de caméléon), dans les tons marron. Il peut s'assombrir pour se dissimuler ou en cas de stress. Il est également capable de comprimer son corps latéralement ce qui, avec la bande longitudinale sombre qui présente, le fait ressembler à une feuille.
Les mâles ont une queue plus longue que les femelles, ainsi qu'une crête dorsale légère.

## Taxinomie
Cette espèce était auparavant classée dans le genre Rhampholeon (sous le nom de Rhampholeon brevicaudatus), mais a été classé dans un genre à part en 2004 avec deux autres espèces.

## Étymologie
Son nom brevicaudatus vient du latin brevis, court, et de cauda, -ae, la queue, en référence à la queue peu développée de ce caméléon par rapport à la plupart des autres espèces.

## Publication originale
- Matschie, 1892 : Über eine kleine Sammlung von Säugethieren und Reptilien, welche Herr L. Conradt aus Usambara (Deutsch Ostafrika) heimgebracht hat. Sitzungsberichte der Gesellschaft Naturforschender Freunde zu Berlin, vol. 1892, p. 101-110 (texte intégral).